# Appana clarki
Appana clarki là một loài bướm đêm trong họ Noctuidae.